# Asian Le Mans Sprint Cup 2016
Navigation
Édition suivante
La saison 2016 de l'Asian Le Mans Sprint Cup est la première saison de ce championnat et se déroule du 27 mai 2016 au 4 septembre 2016 sur un total de six manches.

## Calendrier
Le calendrier 2016 se compose de 3 week-ends de course et de 6 courses, soit 2 courses par week-end. Les 6 courses se déroulent sur le circuit de Sepang en Malaisie.
| N° | Date        | Course   | Circuit | Lieu   | Pays     |
| -- | ----------- | -------- | ------- | ------ | -------- |
| 1  | 27 mai      | Course 1 | Sepang  | Sepang | Malaisie |
| 2  | 29 mai      | Course 2 | Sepang  | Sepang | Malaisie |
| 3  | 7 août      | Course 3 | Sepang  | Sepang | Malaisie |
| 4  | 9 août      | Course 4 | Sepang  | Sepang | Malaisie |
| 5  | 2 septembre | Course 5 | Sepang  | Sepang | Malaisie |
| 6  | 4 septembre | Course 6 | Sepang  | Sepang | Malaisie |

## Engagés
| No.    | Pays | Équipe                | Voiture           | Pneu | Pilote 1                                                                                      | Pilote 2                                                                                      | Pilote 3                                                                                      | Manche  |      |      |      |      |      |      |      |      |      |      |      |      |      |      |      |      |      |      |      |      |      |      |      |      |      |      |      |      |      |      |      |      |      |      |      |      |      |      |      |      |      |      |      |      |      |      |      |      |      |      |      |      |      |      |      |      |      |      |      |      |      |      |      |      |      |      |      |      |      |      |      |      |      |      |      |      |      |      |      |      |      |      |      |      |      |      |      |      |      |
| No.    | Pays | Équipe                | Voiture           | Pneu | Le(s) chiffre(s) entre parenthèses sont la ou les manches auxquelles(s) le pilote a pris part | Le(s) chiffre(s) entre parenthèses sont la ou les manches auxquelles(s) le pilote a pris part | Le(s) chiffre(s) entre parenthèses sont la ou les manches auxquelles(s) le pilote a pris part | Manche  |      |      |      |      |      |      |      |      |      |      |      |      |      |      |      |      |      |      |      |      |      |      |      |      |      |      |      |      |      |      |      |      |      |      |      |      |      |      |      |      |      |      |      |      |      |      |      |      |      |      |      |      |      |      |      |      |      |      |      |      |      |      |      |      |      |      |      |      |      |      |      |      |      |      |      |      |      |      |      |      |      |      |      |      |      |      |      |      |      |
| LMP3   | LMP3 | LMP3                  | LMP3              | LMP3 | LMP3                                                                                          | LMP3                                                                                          | LMP3                                                                                          | LMP3    | LMP3 | LMP3 | LMP3 | LMP3 | LMP3 | LMP3 | LMP3 | LMP3 | LMP3 | LMP3 | LMP3 | LMP3 | LMP3 | LMP3 | LMP3 | LMP3 | LMP3 | LMP3 | LMP3 | LMP3 | LMP3 | LMP3 | LMP3 | LMP3 | LMP3 | LMP3 | LMP3 | LMP3 | LMP3 | LMP3 | LMP3 | LMP3 | LMP3 | LMP3 | LMP3 | LMP3 | LMP3 | LMP3 | LMP3 | LMP3 | LMP3 | LMP3 | LMP3 | LMP3 | LMP3 | LMP3 | LMP3 | LMP3 | LMP3 | LMP3 | LMP3 | LMP3 | LMP3 | LMP3 | LMP3 | LMP3 | LMP3 | LMP3 | LMP3 | LMP3 | LMP3 | LMP3 | LMP3 | LMP3 | LMP3 | LMP3 | LMP3 | LMP3 | LMP3 | LMP3 | LMP3 | LMP3 | LMP3 | LMP3 | LMP3 | LMP3 | LMP3 | LMP3 | LMP3 | LMP3 | LMP3 | LMP3 | LMP3 | LMP3 | LMP3 | LMP3 | LMP3 | LMP3 | LMP3 |
| ------ | ---- | --------------------- | ----------------- | ---- | --------------------------------------------------------------------------------------------- | --------------------------------------------------------------------------------------------- | --------------------------------------------------------------------------------------------- | ------- | ---- | ---- | ---- | ---- | ---- | ---- | ---- | ---- | ---- | ---- | ---- | ---- | ---- | ---- | ---- | ---- | ---- | ---- | ---- | ---- | ---- | ---- | ---- | ---- | ---- | ---- | ---- | ---- | ---- | ---- | ---- | ---- | ---- | ---- | ---- | ---- | ---- | ---- | ---- | ---- | ---- | ---- | ---- | ---- | ---- | ---- | ---- | ---- | ---- | ---- | ---- | ---- | ---- | ---- | ---- | ---- | ---- | ---- | ---- | ---- | ---- | ---- | ---- | ---- | ---- | ---- | ---- | ---- | ---- | ---- | ---- | ---- | ---- | ---- | ---- | ---- | ---- | ---- | ---- | ---- | ---- | ---- | ---- | ---- | ---- | ---- | ---- | ---- | ---- |
| 1      |      | DC Racing             | Ligier JSP3       | M    | James Winslow (Toutes)                                                                        | Dean Koutsoumidis (1,2) Neale Muston (5,6)                                                    |                                                                                               | Toutes  |      |      |      |      |      |      |      |      |      |      |      |      |      |      |      |      |      |      |      |      |      |      |      |      |      |      |      |      |      |      |      |      |      |      |      |      |      |      |      |      |      |      |      |      |      |      |      |      |      |      |      |      |      |      |      |      |      |      |      |      |      |      |      |      |      |      |      |      |      |      |      |      |      |      |      |      |      |      |      |      |      |      |      |      |      |      |      |      |      |
| 27     |      | Nexus Infinity        | ADESS-03          | M    | Adrian D'Silva (1,2,3,4)                                                                      | Garnet Patterson (Toutes)                                                                     | Vignesa Moorthy (5,6)                                                                         | Toutes  |      |      |      |      |      |      |      |      |      |      |      |      |      |      |      |      |      |      |      |      |      |      |      |      |      |      |      |      |      |      |      |      |      |      |      |      |      |      |      |      |      |      |      |      |      |      |      |      |      |      |      |      |      |      |      |      |      |      |      |      |      |      |      |      |      |      |      |      |      |      |      |      |      |      |      |      |      |      |      |      |      |      |      |      |      |      |      |      |      |
| 48     |      | PS Racing             | ADESS-03          | M    | Ringo Chong (3,4) Angelo Negro (5,6)                                                          | Alan Yeo (3,4) Pekka Saarinen (5,6)                                                           |                                                                                               | 3,4,5,6 |      |      |      |      |      |      |      |      |      |      |      |      |      |      |      |      |      |      |      |      |      |      |      |      |      |      |      |      |      |      |      |      |      |      |      |      |      |      |      |      |      |      |      |      |      |      |      |      |      |      |      |      |      |      |      |      |      |      |      |      |      |      |      |      |      |      |      |      |      |      |      |      |      |      |      |      |      |      |      |      |      |      |      |      |      |      |      |      |      |
| 67     |      | PRT Racing            | Ginetta LMP3      | M    | Ate de Jong (Toutes)                                                                          | Charlie Robertson (Toutes)                                                                    |                                                                                               | Toutes  |      |      |      |      |      |      |      |      |      |      |      |      |      |      |      |      |      |      |      |      |      |      |      |      |      |      |      |      |      |      |      |      |      |      |      |      |      |      |      |      |      |      |      |      |      |      |      |      |      |      |      |      |      |      |      |      |      |      |      |      |      |      |      |      |      |      |      |      |      |      |      |      |      |      |      |      |      |      |      |      |      |      |      |      |      |      |      |      |      |
| 69     |      | Team Aylezo           | Ginetta LMP3      | M    | Zen Low (5,6)                                                                                 | Weiron Tan (5,6)                                                                              |                                                                                               | 5,6     |      |      |      |      |      |      |      |      |      |      |      |      |      |      |      |      |      |      |      |      |      |      |      |      |      |      |      |      |      |      |      |      |      |      |      |      |      |      |      |      |      |      |      |      |      |      |      |      |      |      |      |      |      |      |      |      |      |      |      |      |      |      |      |      |      |      |      |      |      |      |      |      |      |      |      |      |      |      |      |      |      |      |      |      |      |      |      |      |      |
| 91     |      | Team AAI              | ADESS-03          | M    | Ollie Millroy (1,2)                                                                           | Jun San Chen (1,2)                                                                            |                                                                                               | 1,2     |      |      |      |      |      |      |      |      |      |      |      |      |      |      |      |      |      |      |      |      |      |      |      |      |      |      |      |      |      |      |      |      |      |      |      |      |      |      |      |      |      |      |      |      |      |      |      |      |      |      |      |      |      |      |      |      |      |      |      |      |      |      |      |      |      |      |      |      |      |      |      |      |      |      |      |      |      |      |      |      |      |      |      |      |      |      |      |      |      |
| 94     |      | WINEURASIA Motorsport | Ligier JSP3       | M    | Matthew Solomon (1,2) Tanart Sathienthirakul (3,4) Edgar Lau (5,6)                            | Aidan Read (1,2,3,4) Yoshiharu Mori (5,6)                                                     |                                                                                               | Toutes  |      |      |      |      |      |      |      |      |      |      |      |      |      |      |      |      |      |      |      |      |      |      |      |      |      |      |      |      |      |      |      |      |      |      |      |      |      |      |      |      |      |      |      |      |      |      |      |      |      |      |      |      |      |      |      |      |      |      |      |      |      |      |      |      |      |      |      |      |      |      |      |      |      |      |      |      |      |      |      |      |      |      |      |      |      |      |      |      |      |
| CN     |      |                       |                   |      |                                                                                               |                                                                                               |                                                                                               |         |      |      |      |      |      |      |      |      |      |      |      |      |      |      |      |      |      |      |      |      |      |      |      |      |      |      |      |      |      |      |      |      |      |      |      |      |      |      |      |      |      |      |      |      |      |      |      |      |      |      |      |      |      |      |      |      |      |      |      |      |      |      |      |      |      |      |      |      |      |      |      |      |      |      |      |      |      |      |      |      |      |      |      |      |      |      |      |      |      |
| 68     |      | PS Racing             | Ligier JS 53      | M    | Sébastien Mailleux (1,2,5,6)                                                                  | Neric Wei (1,2,3,4)                                                                           | Lori Kimura (3,4,5,6)                                                                         | Toutes  |      |      |      |      |      |      |      |      |      |      |      |      |      |      |      |      |      |      |      |      |      |      |      |      |      |      |      |      |      |      |      |      |      |      |      |      |      |      |      |      |      |      |      |      |      |      |      |      |      |      |      |      |      |      |      |      |      |      |      |      |      |      |      |      |      |      |      |      |      |      |      |      |      |      |      |      |      |      |      |      |      |      |      |      |      |      |      |      |      |
| GT Cup |      |                       |                   |      |                                                                                               |                                                                                               |                                                                                               |         |      |      |      |      |      |      |      |      |      |      |      |      |      |      |      |      |      |      |      |      |      |      |      |      |      |      |      |      |      |      |      |      |      |      |      |      |      |      |      |      |      |      |      |      |      |      |      |      |      |      |      |      |      |      |      |      |      |      |      |      |      |      |      |      |      |      |      |      |      |      |      |      |      |      |      |      |      |      |      |      |      |      |      |      |      |      |      |      |      |
| 11     |      | Team Lotus HK         | Lotus Evora GTC   | M    | Robert Webb (1,2,3,4)                                                                         | Julio Costa (3,4)                                                                             |                                                                                               | 1,2,3,4 |      |      |      |      |      |      |      |      |      |      |      |      |      |      |      |      |      |      |      |      |      |      |      |      |      |      |      |      |      |      |      |      |      |      |      |      |      |      |      |      |      |      |      |      |      |      |      |      |      |      |      |      |      |      |      |      |      |      |      |      |      |      |      |      |      |      |      |      |      |      |      |      |      |      |      |      |      |      |      |      |      |      |      |      |      |      |      |      |      |
| 28     |      | Team Lotus HK         | Lotus Evora GTC   | M    | Anthony Chan (1,2,3,4,6)                                                                      | Dominic Ang (Toutes)                                                                          |                                                                                               | Toutes  |      |      |      |      |      |      |      |      |      |      |      |      |      |      |      |      |      |      |      |      |      |      |      |      |      |      |      |      |      |      |      |      |      |      |      |      |      |      |      |      |      |      |      |      |      |      |      |      |      |      |      |      |      |      |      |      |      |      |      |      |      |      |      |      |      |      |      |      |      |      |      |      |      |      |      |      |      |      |      |      |      |      |      |      |      |      |      |      |      |
| 77     |      | Team NZ               | Porsche GT3 Cup   | M    | Graeme Dowsett (Toutes)                                                                       | John Curran (Toutes)                                                                          |                                                                                               | Toutes  |      |      |      |      |      |      |      |      |      |      |      |      |      |      |      |      |      |      |      |      |      |      |      |      |      |      |      |      |      |      |      |      |      |      |      |      |      |      |      |      |      |      |      |      |      |      |      |      |      |      |      |      |      |      |      |      |      |      |      |      |      |      |      |      |      |      |      |      |      |      |      |      |      |      |      |      |      |      |      |      |      |      |      |      |      |      |      |      |      |
| 98     |      | Team Lotus HK         | Lotus Exige Cup R | M    | Eric Wong (1,2,3,4)                                                                           |                                                                                               |                                                                                               | 1,2,3,4 |      |      |      |      |      |      |      |      |      |      |      |      |      |      |      |      |      |      |      |      |      |      |      |      |      |      |      |      |      |      |      |      |      |      |      |      |      |      |      |      |      |      |      |      |      |      |      |      |      |      |      |      |      |      |      |      |      |      |      |      |      |      |      |      |      |      |      |      |      |      |      |      |      |      |      |      |      |      |      |      |      |      |      |      |      |      |      |      |      |

## Résultats
Les vainqueurs du classement général de chaque manche sont inscrits en caractères gras.
| N° | Course   | Équipe victorieuse LMP3       | Équipe victorieuse CN                                 | Équipe victorieuse GT Cup  | Résultats |
| N° | Course   | Pilotes victorieux LMP3       | Pilotes victorieux CN                                 | Pilotes victorieux GT Cup  | Résultats |
| -- | -------- | ----------------------------- | ----------------------------------------------------- | -------------------------- | --------- |
| 1  | Course 1 | WINEURASIA Motorsport         | PS Racing                                             | Team Lotus HK              | résultats |
| 1  | Course 1 | Matthew Solomon Aidan Read    | Sebastien Mailleux Neric Wei                          | Anthony Chan Dominic Ang   | résultats |
| 2  | Course 2 | WINEURASIA Motorsport         | PS Racing                                             | Team NZ                    | résultats |
| 2  | Course 2 | Matthew Solomon Aidan Read    | Sebastien Mailleux Neric Wei                          | Graeme Dowsett John Curran | résultats |
| 3  | Course 3 | DC Racing                     | PS Racing                                             | Team NZ                    | résultats |
| 3  | Course 3 | James Winslow                 | Neric Wei lori Kimura                                 | Graeme Dowsett John Curran | résultats |
| 4  | Course 4 | PRT Racing                    | Aucune voiture de cette catégorie n'a finie la course | Team NZ                    | résultats |
| 4  | Course 4 | Ate de Jong Charlie Robertson | Aucune voiture de cette catégorie n'a finie la course | Graeme Dowsett John Curran | résultats |
| 5  | Course 5 | WINEURASIA Motorsport         | PS Racing                                             | Team NZ                    | résultats |
| 5  | Course 5 | Yoshiharu Mori Edgar Lau      | Sebastien Mailleux lori Kimura                        | Graeme Dowsett John Curran | résultats |
| 6  | Course 6 | DC Racing                     | PS Racing                                             | Team NZ                    | résultats |
| 6  | Course 6 | James Winslow Neale Muston    | Sebastien Mailleux lori Kimura                        | Graeme Dowsett John Curran | résultats |

## Classement

### Attribution des points
| Système des points | Système des points | Système des points | Système des points | Système des points | Système des points | Système des points | Système des points | Système des points | Système des points | Système des points | Système des points | Système des points |
| Position           | 1er                | 2e                 | 3e                 | 4e                 | 5e                 | 6e                 | 7e                 | 8e                 | 9e                 | 10e                | Au-delà            | Pole position      |
| ------------------ | ------------------ | ------------------ | ------------------ | ------------------ | ------------------ | ------------------ | ------------------ | ------------------ | ------------------ | ------------------ | ------------------ | ------------------ |
| Points             | 25                 | 18                 | 15                 | 12                 | 10                 | 8                  | 6                  | 4                  | 2                  | 1                  | 0.5                | 1                  |

### Légende des tableaux de classements
| Ret          | La voiture n'a pas terminé la course ou a parcouru moins de 70 % des tours que le leader a parcourus. |
| DNS          | La voiture n'a pas pu prendre le départ.                                                              |
| DSQ          | La voiture a été disqualifiée par l'organisation.                                                     |
| Casse vierge | La voiture ou le pilote n'était pas inscrit à la course.                                              |

### Championnat des Équipes

#### LMP3
| Pos. | Ecurie | Pilote                | Course 1 | Course 2 | Course 3 | Course 4 | Course 5 | Course 6 | Total points |
| ---- | ------ | --------------------- | -------- | -------- | -------- | -------- | -------- | -------- | ------------ |
| 1    | 1      | DC Racing             | DNS      | 1        | 1        | 4        | 3        | 1        | 105          |
| 2    | 67     | PRT Racing            | 2        | 3        | 3        | 1        | 4        | Ret      | 86           |
| 3    | 27     | Nexus Infinity        | 3        | 2        | DNS      | 2        | 5        | 4        | 73           |
| 4    | 94     | WINEURASIA Motorsport | DSQ      | DSQ      | 2        | Ret      | 1        | 2        | 61           |
| 5    | 69     | Team Aylezo           |          |          |          |          | 2        | 3        | 33           |
| 6    | 91     | Team AAI              | 1        | Ret      |          |          |          |          | 27           |
| 7    | 48     | PS Racing             |          |          | Ret      | 3        | Ret      | DNS      | 15           |

#### CN
| Pos. | Voiture | Team      | Course 1 | Course 2 | Course 3 | Course 4 | Course 5 | Course 6 | Total points |
| ---- | ------- | --------- | -------- | -------- | -------- | -------- | -------- | -------- | ------------ |
| 1    | 68      | PS Racing | 1        | 1        | 1        | Ret      | 1        | 1        | 131          |

#### GT Cup
| Pos. | Voiture | Team          | Course 1 | Course 2 | Course 3 | Course 4 | Course 5 | Course 6 | Total points |
| ---- | ------- | ------------- | -------- | -------- | -------- | -------- | -------- | -------- | ------------ |
| 1    | 77      | NZ Team       | Ret      | 1        | 1        | 1        | 1        | 1        | 125          |
| 2    | 28      | Team Lotus HK | 1        | 2        | 2        | 2        | Ret      | Ret      | 83           |
| 2    | 11      | Team Lotus HK | 2        | 3        | Ret      | Ret      |          |          | 35           |
| 2    | 98      | Team Lotus HK | 3        | Ret      | Ret      | DNS      |          |          | 15           |

### Classement pilotes

#### LMP3
| Pos. | Ecurie                | Pilote                 | Course 1 | Course 2 | Course 3 | Course 4 | Course 5 | Course 6 | Total points |
| ---- | --------------------- | ---------------------- | -------- | -------- | -------- | -------- | -------- | -------- | ------------ |
| 1    | DC Racing             | James Winslow          | DNS      | 1        | 1        | 4        | 3        | 1        | 105          |
| 2    | PRT Racing            | Ate de Jong            | 2        | 3        | 3        | 1        | 4        | Ret      | 86           |
| 2    | PRT Racing            | Charlie Robertson      | 2        | 3        | 3        | 1        | 4        | Ret      | 86           |
| 3    | Nexus Infinity        | Garnet Patterson       | 3        | 2        | DNS      | 2        | 5        | 4        | 73           |
| 4    | Nexus Infinity        | Adrian D'Silva         | 3        | 2        | DNS      | 2        |          |          | 51           |
| 5    | WINEURASIA Motorsport | Edgar Lau              |          |          |          |          | 1        | 2        | 43           |
| 5    | WINEURASIA Motorsport | Yoshiharu Mori         |          |          |          |          | 1        | 2        | 43           |
| 6    | DC Racing             | Neale Muston           |          |          |          |          | 3        | 1        | 41           |
| 7    | Team Aylezo           | Zen Low                |          |          |          |          | 2        | 3        | 33           |
| 7    | Team Aylezo           | Weiron Tan             |          |          |          |          | 2        | 3        | 33           |
| 8    | Team AAI              | Ollie Millroy          | 1        | Ret      |          |          |          |          | 27           |
| 9    | DC Racing             | Dean Koutsoumidis      | DNS      | 1        |          |          |          |          | 25           |
| 10   | Nexus Infinity        | Vignesa Moorthy        |          |          |          |          | 5        | 4        | 22           |
| 11   | WINEURASIA Motorsport | Aidan Read             | DSQ      | DSQ      | 2        | Ret      |          |          | 18           |
| 11   | WINEURASIA Motorsport | Tanart Sathienthirakul |          |          | 2        | Ret      |          |          | 18           |
| 12   | PS Racing             | Ringo Chong            |          |          | Ret      | 3        |          |          | 15           |
| 12   | PS Racing             | Alan Yeo               |          |          | Ret      | 3        |          |          | 15           |
| 13   | Team AAI              | Jun San Chen           | Ret      | Ret      |          |          |          |          | 2            |
| 14   | PS Racing             | Angelo Negro           |          |          |          |          | Ret      | DNS      | 0            |
| 14   | PS Racing             | Pekka Saarinen         |          |          |          |          | Ret      | DNS      | 0            |
| 14   | WINEURASIA Motorsport | Matthew Solomon        | DSQ      | DSQ      |          |          |          |          | 0            |

#### CN
| Pos. | Ecurie    | Pilote             | Course 1 | Course 2 | Course 3 | Course 4 | Course 5 | Course 6 | Total points |
| ---- | --------- | ------------------ | -------- | -------- | -------- | -------- | -------- | -------- | ------------ |
| 1    | PS Racing | Sebastian Mailleux | 1        | 1        |          |          | 1        | 1        | 104          |
| 2    | PS Racing | Neric Wei          | 1        | 1        | 1        | Ret      |          |          | 79           |
| 2    | PS Racing | Lori Kimura        |          |          | 1        | Ret      | 1        | 1        | 79           |

#### GT Cup
| Pos. | Ecurie             | Pilote         | Course 1 | Course 2 | Course 3 | Course 4 | Course 5 | Course 6 | Total points |
| ---- | ------------------ | -------------- | -------- | -------- | -------- | -------- | -------- | -------- | ------------ |
| 1    | Team NZ            | Graeme Dowsett | Ret      | 1        | 1        | 1        | 1        | 1        | 125          |
| 1    | Team NZ            | John Curran    | Ret      | 1        | 1        | 1        | 1        | 1        | 125          |
| 2    | Team Lotus HK n°28 | Dominic Ang    | 1        | 2        | 2        | 2        | Ret      | Ret      | 83           |
| 3    | Team Lotus HK n°28 | Anthony Chan   | 1        | 2        | 2        | 2        | DNS      | Ret      | 82           |
| 4    | Team Lotus HK n°11 | Robert Webb    | 2        | 3        | Ret      | Ret      |          |          | 35           |
| 5    | Team Lotus HK n°98 | Eric Wong      | 3        | Ret      | Ret      | DNS      |          |          | 15           |
| 6    | Team Lotus HK n°11 | Julio Costa    |          |          | Ret      | Ret      |          |          | 1            |